# William Fletcher Sapp

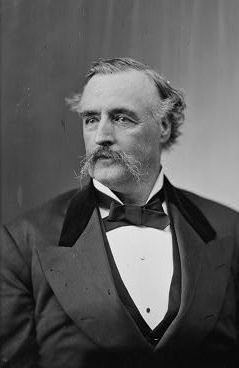
William Fletcher Sapp

William Fletcher Sapp (* 20. November 1824 in Danville, Knox County, Ohio; † 22. November 1890 in Council Bluffs, Iowa) war ein US-amerikanischer Politiker. Zwischen 1877 und 1881 vertrat er den Bundesstaat Iowa im US-Repräsentantenhaus.

## Werdegang
William Sapp war ein Neffe von William R. Sapp (1804–1875), der zwischen 1853 und 1857 den Staat Ohio im US-Repräsentantenhaus vertrat. Er besuchte die öffentlichen Schulen seiner Heimat und die Martinsburg Academy. Nach einem anschließenden Jurastudium bei seinem Onkel und seiner im Jahr 1850 erfolgten Zulassung als Rechtsanwalt begann er in Mount Vernon in seinem neuen Beruf zu praktizieren. In den Jahren 1854 und 1856 wurde er zum Bezirksstaatsanwalt im Knox County gewählt. 1860 zog er nach Omaha im damaligen Nebraska-Territorium, wo er Mitglied der territorialen Legislative wurde. Außerdem leitete er als Adjutant General die Miliz. Im Jahr 1862 trat er während des Bürgerkrieges der Unionsarmee bei, in der er es bis Kriegsende bis zum Oberstleutnant der Kavallerie brachte.
Nach dem Krieg zog William Sapp nach Council Bluffs in Iowa, wo er als Rechtsanwalt arbeitete. Noch im Jahr 1865 wurde er in das Repräsentantenhaus von Iowa gewählt. Von 1869 bis 1873 war er Bundesstaatsanwalt für Iowa. Politisch war er Mitglied der Republikanischen Partei. 1876 wurde er im achten Wahlbezirk von Iowa in das US-Repräsentantenhaus in Washington, D.C. gewählt, wo er am 4. März 1877 die Nachfolge von James W. McDill antrat. Nach einer Wiederwahl im Jahr 1878 konnte er bis zum 3. März 1881 zwei Legislaturperioden im Kongress absolvieren. In dieser Zeit endete für die ehemaligen Staaten der Konföderation die Reconstruction.
1880 lehnte William Sapp eine weitere Kandidatur ab. Er arbeitete in den folgenden Jahren bis zu seinem Tod im Jahr 1890 als Anwalt in Council Bluffs. Beigesetzt wurde er in seinem Heimatort Mount Vernon.